# Federação Alemã de Esportes Olímpicos
A Deutscher Olympischer Sportbund (Federação Alemã de Esportes Olímpicos em português) é o órgão que constrola a organização e o desenvolvimento do movimento olímpico na Alemanha. Este é o nome desde 20 de maio de 2006, quando a Deutschem Sportbund (DSB), Federação Alemã de Esportes e o Nationalem Olympischen Komitee für Deutschland (NOK), Comitê Olímpico Nacional para a Alemanha, se fundiram. Sua sede fica em Frankfurt am Main.